# Euselates antennata
Euselates antennata är en skalbaggsart som beskrevs av Wallace 1868. Euselates antennata ingår i släktet Euselates och familjen Cetoniidae. Inga underarter finns listade i Catalogue of Life.